# Gingin Shire
Koordinaten: 31° 20′ S, 115° 54′ O

Das Shire of Gingin ist ein lokales Verwaltungsgebiet (LGA) im australischen Bundesstaat Western Australia. Das Gebiet ist 3208 km² groß und hat etwa 5600 Einwohner (2021).

## Geografie
Gingin liegt an der australischen Westküste etwa 70 Kilometer nördlich der Hauptstadt Perth. Der Sitz des Shire Councils befindet sich in der Ortschaft Gingin im Südosten des Shires, wo etwa 900 Einwohner leben (2021). Weitere Ortschaften und Ortsteile des Shires sind Bambun, Boonanarring, Breera, Breton Bay, Caraban, Coonabidgee, Cowalla, Cullalla, Gabbadah, Ginginup, Granville, Guilderton, Karakin, Lancelin, Ledge Point, Lennard Brook, Mindarra, Moondah, Moore River National Park, Muckenburra, Neergabby, Nilgen, Orange Springs, Red Gully, Seabird, Wanerie, Wilbinga, Woodridge und Yeal.
Der Moore River bildet den östlichen Teil der Nordgrenze zum Dandaragan Shire. Der Fluss umfließt den Moore-River-Nationalpark und mündet bei Guilderton in den Indischen Ozean. Der Gingin Brook entspringt nordöstlich von Gingin, durchfließt den Ort und mündet in den Moore River. Außerdem gibt es eine Reihe von Naturreservaten in dem Gebiet, die größten liegen bei Boonanarring, bei Yeal und bei Lancin. Ein Gebietsstreifen im Nordwesten an der Küste ist Teil der Lancelin Defence Training Area, die militärisches Sperrgebiet ist.
Der die Küste entlang führende Indian Ocean Drive und der parallel weiter im Inland verlaufende Brand Highway durchziehen das Shire von Geraldton kommend von Nord nach Süd in Richtung Perth.

## Industrie und Tourismus
Wichtigste Industriezweige sind der Tourismus und die Landwirtschaft. Zusammen mit Chittering und Dandaragan bildet das Gebiet die größte Anbauregion für Obst und Gemüse in Western Australia.
Entlang der Küste gibt es Strandtourismus mit Surfmöglichkeiten bei Lancelin und Ledge Point. Auf den etwas mehr als 25 km zwischen den beiden Orten findet seit 1986 das längste Windsurfrennen der Welt statt, der Lancelin Ocean Classic Windsurfing Marathon. Auch Wracktauchen zu 14 vor der Küste untergegangen Schiffen gehört zu den Attraktionen. Im Inland gibt es Campingmöglichkeiten, beispielsweise in Cowall und Neergabby.

## Verwaltung
Der Gingin Shire Council hat neun Mitglieder, die von den Bewohnern der LGA gewählt werden. Gingin ist nicht in Bezirke untergliedert. Aus dem Kreis der Councillor rekrutiert sich auch die oder der Vorsitzende des Councils (Shire President).